# Exposition internationale de 1929
L'Exposition internationale de Barcelone a lieu du 20 mai 1929 au 15 janvier 1930 à Barcelone. Elle se déroule sur la colline de Montjuïc. Barcelone est l'un des deux sites de l'Exposition générale espagnole de 1929. En parallèle, Séville propose une Exposition ibéro-américaine,.

## Présentation
L'Exposition, installée à Montjuïc, occupait une superficie de 118 hectares et coûta 130 millions de pesetas, soit environ 130 millions d'euros de 2025. Une vingtaine de nations européennes participent officiellement parmi lesquelles : l'Allemagne, la Belgique, le Danemark, la France, la Hongrie, l'Italie, la Norvège, la Roumanie, et la Suisse. Des exposants privés du Japon et des États-Unis étaient également présents.
À Barcelone, on gardait un grand souvenir de l'Exposition universelle de 1888, événement qui avait entraîné un grand progrès pour la cité sur le plan économique et technologique, ainsi que le remaniement du Parc de la Ciutadella. Pour cette raison, le gouvernement appuie le projet d'une nouvelle Exposition pour montrer les nouvelles avancées techniques et diffuser l'image de l'industrie catalane à l'étranger. Une fois de plus, l'exposition permet de remodeler une grande partie de la ville : la montagne de Montjuïc et ses environs, notamment la place d'Espagne.

## Architecture et urbanisme
L'Exposition engendre un important développement urbain de Barcelone, et sert de banc d'essai pour de nouveaux styles architecturaux en gestations depuis le début du XXe siècle. Au niveau local, l'Exposition consolide le mouvement du noucentisme inspiré du classicisme qui se substitue au modernisme prépondérant en Catalogne lors du changement de siècle. De plus, l'Exposition suppose l'arrivée en Espagne des courants avant-gardistes internationaux, en particulier du rationalisme du pavillon d'Allemagne conçu par Ludwig Mies van der Rohe. L'Exposition laisse de nombreux édifices et installations dont certains deviennent des emblèmes de la ville comme le palais national, les fontaines magiques de Montjuïc, le théâtre grec, le marché des Fleurs, le poble espanyol et le stade olympique.

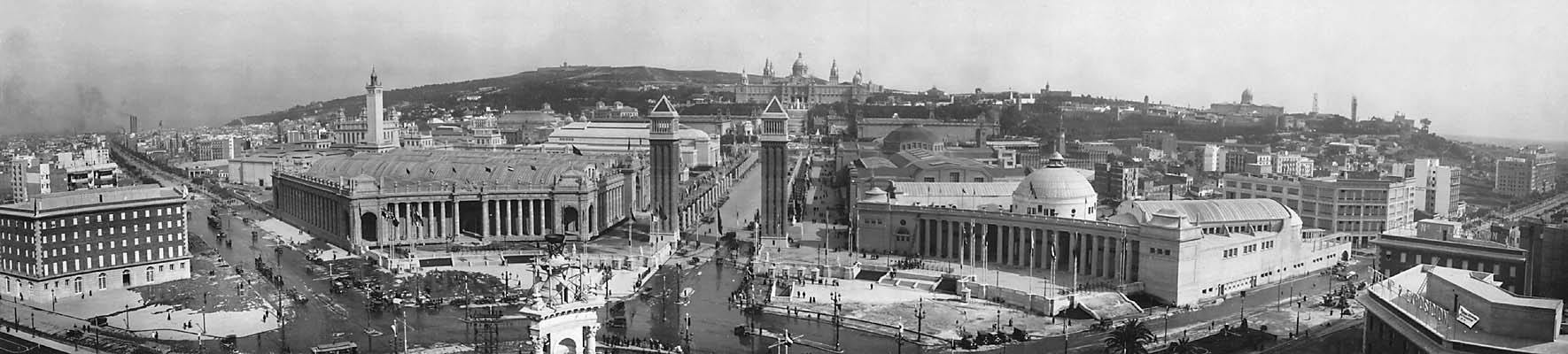
Vue de l'Exposition universelle de 1929.